# 环己基丙酸睾酮
环己基丙酸睾酮（缩写TCHP，商品名有：Andromar、Femolone、Telipex Retard）是一种有机化合物，分子式C28H42O3，属于雄激素酯类同化類固醇。